# Korean Air-vlucht 801
Korean Air-vlucht 801 werd uitgevoerd met een vliegtuig van het type Boeing 747-3B5, dat op 6 augustus 1997 tijdens een vlucht van Gimpo International Airport naar Antonio B. Won Pat International Airport neerstortte.
Normaal gesproken werd voor vlucht 801 een Airbus A300 ingezet, maar Korean Air had dit toestel op 5 en 6 augustus ingezet om atleten naar de South Pacific Mini Games in Amerikaans-Samoa te brengen. Daarom werd in de nacht van het ongeluk een Boeing 747-300 ingezet.

## Inzittenden
Vlucht 801 had 237 passagiers en 17 bemanningsleden aan boord toen het ongeluk plaatsvond. De meeste passagiers waren vakantiegangers en mensen op huwelijksreis, die op weg waren naar Guam.
De bemanning bestond uit twee piloten, een boordwerktuigkundige en 14 stewardessen.
Onder de passagiers bevonden zich drie kinderen in de leeftijden van 2 tot 12 en drie kinderen jonger dan 24 maanden.
| Nationaliteit    | Passagiers | Passagiers | Crew   | Crew      | Totaal | Totaal    |
| Nationaliteit    | Totaal     | Omgekomen  | Totaal | Omgekomen | Totaal | Omgekomen |
| ---------------- | ---------- | ---------- | ------ | --------- | ------ | --------- |
| Zuid-Korea       | 218        | 199        | 17     | 14        | 235    | 213       |
| Nieuw-Zeeland    | 1          | 0          |        |           | 1      | 0         |
| Verenigde Staten | 13         | 10         |        |           | 13     | 10        |
| Japan            | 5          | 5          |        |           | 5      | 5         |
| Totaal           | 237        | 214        | 17     | 14        | 254    | 228       |

Een van de Zuid-Koreaanse passagiers werd in persberichten over het ongeluk onterecht aangeduid als een Japanner. Een andere Zuid-Koreaan woonde in Guam, terwijl de Nieuw-Zeelander Barry Small werkte in Guam.

## De ramp

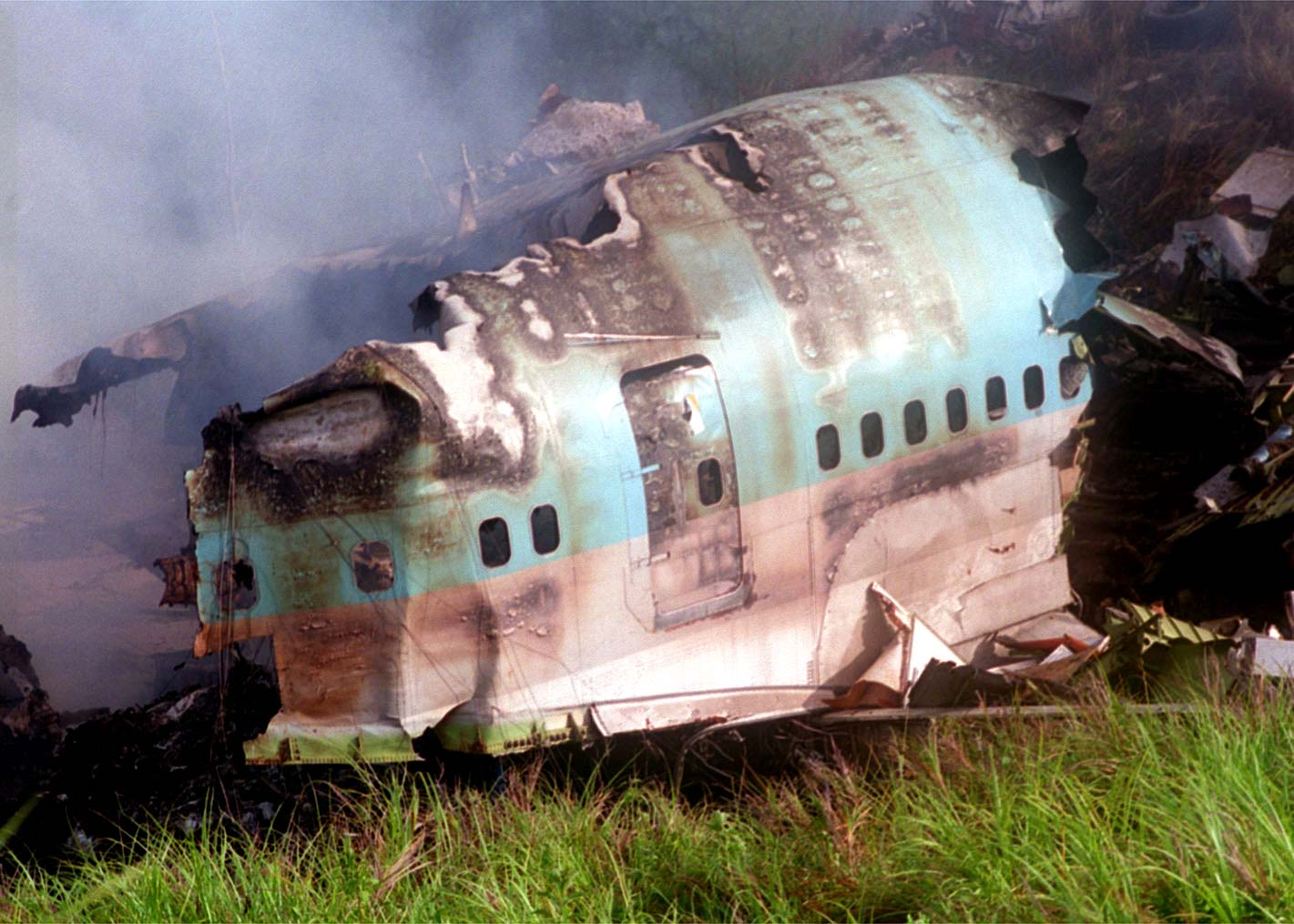
Brandende wrakstukken van vlucht 801

Vlucht 801 vertrok van Seoul-Kimpo International Airport (nu Gimpo Airport) om 20:53 lokale tijd (21:53 Guam-tijd) op 5 augustus.
De vlucht, geleid door piloot Park Yong-chul co-piloot Song Kyung-ho en boordwerktuigkundige Nam Suk-hoon, verliep zonder problemen tot 01:00 in de nacht van 6 augustus. Op dat tijdstip bereidden de piloten zich voor op de landing. Er was zware regen op het vliegveld van Guam, waardoor het zicht van de piloten sterk werd beperkt. De bemanning probeerde daarom een landing te maken op instrumenten. De luchtverkeersleiding in Guam meldde de bemanning dat de glideslope Instrument Landing System (ILS) van landingsbaan 6L, waar het vliegtuig op moest landen, buiten werking was. Desondanks kreeg vlucht 801 om 1:40 toestemming om te landen. De piloten konden het vliegveld echter niet zien en merkten dat het toestel te snel daalde. Om 1:42 vloog vlucht 801 tegen de Nimitz-heuvel, ongeveer 5 kilometer voor het vliegveld.
Volgens Hong Hyun Seong, een overlevende van de ramp, vond de crash zo snel plaats dat passagiers niet de tijd kregen om te schreeuwen.
Van de 254 mensen aan boord kwamen 223 om het leven waarvan 209 passagiers en veertien bemanningsleden (inclusief de piloten en de boordwerktuigkundige). Van de 31 mensen die het ongeluk aanvankelijk overleefden, stierven er nog eens twee op weg naar het ziekenhuis en drie in de dertig dagen na het ongeluk. 23 passagiers en drie stewardessen overleefden het ongeluk met ernstige verwondingen.
De reddingsactie werd zwaar gehinderd door het weer, het ruwe terrein en andere problemen. Noodvoertuigen konden de plaats van de ramp niet bereiken daar een brandstofpijpleiding was vernield door het ongeluk en de smalle weg versperde. De wrakstukken van het toestel hadden door de crash vlam gevat. Het vuur brandde nog acht uur door.
De Amerikaanse National Transportation Safety Board stelde een onderzoek in naar het ongeluk. Het ongeluk bleek een aantal oorzaken te hebben. Er was verwarring in de cockpit omdat de "glideslope"-functie van het  Instrument landing system buiten gebruik was. Uiteindelijk verzuimde de bemanning om tijdens de nadering -toen de landingsbaan niet in zicht was- op tijd een doorstart te maken, hierdoor vloog het vliegtuig vóór het bereiken van de landingsbaan tegen de grond. Het ongeval wordt beschouwd als een controlled flight into terrain.

## Nasleep
Op 6 augustus 2000, drie jaar na de ramp, werd een obelisk van zwart marmer onthuld op de plaats van het ongeluk als gedenkteken.
Na het ongeluk mocht Korean Air enkele jaren geen vluchten meer uitvoeren op Guam, behalve voor herinneringsceremonies aan het ongeluk. Toen de Seoul-Guam-dienst werd hervat, werd het vluchtnummer veranderd naar 805.
Het ongeluk werd gebruikt in een aflevering van de serie Air Crash Investigation.
In 2000 volgde een rechtszaak, waarbij 70 miljoen dollar werd uitgekeerd aan 54 families van de slachtoffers van de ramp.
Barry Small, een overlevende van het ongeluk, pleitte ervoor dat belastingvrije alcohol die passagiers mee mochten nemen veiliger zou worden opgeborgen. Volgens hem wakkerde de slecht opgeslagen alcohol aan boord de brand die na de ramp ontstond aan.